# Vendrogno
Vendrogno (Vendrògn in dialetto valsassinese) è una frazione e una parrocchia di 297 abitanti del comune italiano di Bellano, in provincia di Lecco in Lombardia.
Fino al 31 dicembre 2019 ha costituito un comune autonomo.

## Geografia
Vendrogno è una località collinare che si affaccia sul lago di Como; vi sono 11 chiese storiche, dipinte e affrescate nel corso degli anni, la più vecchia delle quali risale al nono secolo. A Vendrogno ha sede il MUU Museo del Latte e della storia della Muggiasca.
Il territorio è ricco di sentieri e alpeggi, Camaggiore è uno dei più conosciuti per le sue splendide vedute sul lago di Como, di Lugano e persino del Monte Rosa.

## Storia
Da Vendrogno, in epoca romana, passava la via Spluga, strada romana che metteva in comunicazione Milano con Lindau passando dal passo dello Spluga. Allo stesso periodo risalgono un'olpe e un cippo ritrovati sul territorio.
Nel Medioevo il territorio vendrognese, riunito nella Squadra della Muggiasca, seguì a lungo le sorti della pieve di Bellano e, in ognuna delle località di Inesio e Mornico, disponeva di una torre di segnalazione con il compito di vigilare su eventuali attacchi da parte della Serenissima.
Dal 1º gennaio 2020 ha cessato di essere un comune autonomo, ed è stato incorporato nel comune di Bellano.

### Simboli

Vecchio stemma comunale

Lo stemma e il gonfalone del comune di Vendrogno erano stati concessi con decreto del presidente della Repubblica del 13 marzo 1967.
Il gonfalone era un drappo di azzurro riccamente ornato di ricami d'argento e caricato dello stemma comunale.
A seguito dell'incorporazione in Bellano, il comune capoluogo ha integrato nel proprio stemma il giglio d'oro mutuato dallo scudetto di Vendrogno.

## Monumenti e luoghi d'interesse

### Architetture religiose

#### Chiesa di San Grato
La chiesa di San Grato ai Monti, è un piccolo edificio religioso edificato intorno al 1680.

#### Parrocchiale di San Lorenzo
Già attestata nel XIII secolo, la chiesa di San Lorenzo fu elevata al rango di parrocchiale nella seconda metà del secolo successivo. Ristrutturata in stile barocco nel 1758, mantiene tracce dell'originale campanile romanico. Internamente, oltre a un tabernacolo del 1547, la chiesa ospita affreschi databili ai secoli XIV e XV. Tra gli oggetti sacri, una croce astile Seicentesca sulla quale sono cesellate le raffigurazioni del santo titolare della parrocchia e di alcuni santi ai quali sono dedicate altre le chiesette sotto la giurisdizione della parrocchia: Antonio Abate, Girolamo e Sebastiano. Rappresentazioni dei santi Lorenzo, Antonio di Padova, Ambrogio e Carlo Borromeo si ritrovano invece sui medaglioni collocati al centro della copertura argentea di un messale datato 1768.

#### Chiesa di Sant'Antonio Abate
Nella chiesa di Sant'Antonio Abate a Bruga si trovano una serie di affreschi di fine Cinquecento, sul tema della Passione di Cristo, oltre a stucchi, altri dipinti e un altare del XVII secolo di Giacomo Scotti.

#### Chiesa di San Gregorio
Costruita durante il Medioevo, la chiesa di San Gregorio Magno fu ristrutturata nel 1736, Sede di una parrocchia, ospita arredi risalenti al XV secolo.

#### Chiesa di San Giacomo
Di origine medievale ma rimaneggiata nel XVIII secolo, la chiesa di San Giacomo si trova a Sanico.

#### Altro
- Chiesa di San Sebastiano, già esistente nel XV secolo[16]
- Chiesa di San Bernardo, già esistente nel XVI secolo[17]
- Chiesa di San Girolamo al Monte[18]
- In località Inesio è presente la chiesa di Santa Maria Maddalena[19]
- Santuario della Madonna di Loreto[20]
- Chiesa di San Rocco[21]
- In località Lornico è presente l'eremo degli angeli[22]

Territorio dell'ex comune di Vendrogno nella provincia di Lecco

## Società

### Evoluzione demografica
- 135 nel 1771[23]
- 769 nel 1803
- 1199 dopo annessione di Narro nel 1809
- 875 nel 1853

Abitanti censiti